# Liparetrus aethiops
Liparetrus aethiops är en skalbaggsart som beskrevs av Britton 1980. Liparetrus aethiops ingår i släktet Liparetrus och familjen Melolonthidae. Inga underarter finns listade i Catalogue of Life.